# Segona esmena de la Constitució dels Estats Units
La Segona esmena (en anglès «Second Amendment») de la Constitució dels Estats Units fou aprovada el 15 de desembre del 1791 com una de les deu esmenes que constitueixen la Declaració de Drets. Protegeix el dret de la gent de posseir i portar armes. El Tribunal Suprem dels Estats Units ha interpretat que el dret pertany als individus particulars, així com que el dret no és il·limitat i que no prohibeix la regulació de les armes de foc o similars. Els governs locals i estatals estan tan limitats d'infringir-lo com ho està el federal, ja que el dret s'inclou en la Declaració de Drets.
A la convenció de ratificació de la de Virgínia, els representants dels estats del Sud, Patrick Henry i George Mason van compartir les seves pors que un govern central fort deixaria el sistema esclaviosta del Sud indefens en un aixecament d'esclaus. Moltes insurreccions, inclosa la recent revolució haitiana havien demostrat que els esclaus també lluitarien per la seva emancipació. Així, la segona esmena de la Declaració de Drets de la Constitució dels Estats Units ha estat considerada una concessió als estats dels sud esclavistes. A mesura que la nova legalitat va prendre forma, els estats van aprovar lleis que prohibien als negres lliures i esclaus accedir a armes i municions.

## Text
El text de la segona esmena a la Constitució dels Estats Units d'Amèrica diu així:
| « | (català) Sent necessària una milícia ben regulada per la seguretat d'un Estat lliure, el dret del poble de posseir i portar armes no podrà ser infringit. | (anglès) A well regulated militia being necessary to the security of a free state, the right of the people to keep and bear arms shall not be infringed. | » |